# Ahmose I.
Ahmose I. (* um 1560 v. Chr.; † um 1525 v. Chr.) (ägyptisch Jˁḥ ms(j.w), auch Amosis, deutsch „Iah ist geboren“) war ein altägyptischer Pharao und Begründer der 18. Dynastie. Er entstammt wie seine Vorgänger Seqenenre und Kamose dem thebanischen Herrschergeschlecht der Ahmosiden, das sich gegen die mehr als 100 Jahre andauernde Fremdherrschaft der in Unterägypten ansässigen Hyksos auflehnte. Nach dem Tod von Kamose bestieg Ahmose I. noch im Kindesalter den Thron und nahm den Thronnamen Neb-peheti-Re („Herr der Kraft, ein Re“) an.
Während seiner Regierungszeit vollendete er die Vertreibung der Hyksos aus der Delta-Region und stellte die thebanische Herrschaft über das gesamtägyptische Reich wieder her, zudem bekräftigte er Ägyptens Machtansprüche in den ehemals unterworfenen Gebieten in Nubien und Kanaan. Er ordnete die Verwaltung des Landes neu, ließ Steinbrüche, Minen und Handelswege wieder öffnen und begann große Bauvorhaben, die in diesem Ausmaß seit dem Mittleren Reich nicht mehr durchgeführt wurden. Das Bauprogramm gipfelte in der Konstruktion der letzten Pyramide, die je von einem einheimischen ägyptischen Herrscher gebaut wurde. Ahmoses Politik legte den Grundstein für das Neue Reich, in dem Ägypten den letzten Höhepunkt seiner Macht erreichte.

## Herkunft
In der Rolle des „Vereinigers Ägyptens“ wird Ahmose I. nach altägyptischer Tradition an den Beginn der 18. Dynastie als Begründer des Neuen Reiches gesetzt, obwohl er verwandtschaftlich noch in die 17. Dynastie gehört.
Er entstammt dem lokalen Herrschergeschlecht der Ahmosiden. Der Familiengott der Ahmosiden ist der Mondgott Iah (Iˁḥ). Die Silbe 'Ah-' im Namen Ahmose (Iˁḥ ms(I.w)) verweist als theophore Silbe auf den namensgebenden Gott Iah. Ahmose bedeutet folgerichtig 'Von Iah geboren' oder Iah ist geboren'.
Die Ahmosiden hatten ihren Hauptsitz in Oberägypten rund um die Stadt Theben. Das Verwandtschaftsverhältnis zu seinen Vorgängern Senachtenre, Seqenenre und Kamose ist nicht eindeutig geklärt. Von einem Denkstein aus Abydos (Kairo CG 34002) kann lediglich die Beziehung zu seiner Großmutter Tetischeri abgeleitet werden:

„Ich habe mich der Mutter meiner Mutter und der Mutter meines Vaters erinnert, der Großen Königsgemahlin und Königsmutter Teti-Scheri, der Gerechtfertigten.…“

Mit dem Titel eines „(Leiblichen) Königssohnes“ entstammt er wahrscheinlich aus einer Hauptlinie und wird entweder der Sohn von Seqenenre und Ahhotep I. oder von Kamose und Ahhotep II. gewesen sein, wobei Forscher eher zu ersterem tendieren. Da Seqenenre und Ahhotep noch die Eltern eines „Ältesten Königssohn“ Ahmose waren, der allerdings frühzeitig verstarb, war Ahmose I. vermutlich kein erstgeborener Sohn. Als älterer Bruder wird an einigen Stellen auch Kamose in Betracht gezogen.

## Familie
Zu Beginn seiner Amtszeit heiratete Ahmose I. seine Halbschwester Ahmose Nefertari. Ahmose Satkamose, Ahmose Meritamun I. und Ahmose Henuttamehu waren möglicherweise weitere Nebengemahlinnen.
Die Kinder des Königspaares trugen erstmals anstelle des Mondgottes Iah den Namen des thebanischen Hauptgottes Amun. Der „Älteste Sohn des Gottesleibes“ Ahmose Anch verstarb bereits im Kindesalter und war vermutlich mit dem posthum verehrten Ahmose Sapair identisch. Thronfolger von Ahmose I. wurde sein zweiter Sohn Amenophis I., der seine Schwester oder Halbschwester Ahmose Meritamun II. zur Gemahlin nahm. Als weitere Kinder sind Saamun („Sohn des Amun“) und Satamun („Tochter des Amun“) bezeugt und noch einige „Königssöhne“, wie etwa Ahmose Satait, bei denen es sich aber nur um Titularprinzen handelte.

## Herrschaft
Nach dem Tod des Kamose gelangte Ahmose I. noch im Kindesalter, vermutlich auf Initiative von Tetischeri und Ahhotep I., auf den Thron. Die Regierungsgeschäfte wurden zunächst von der verwitweten Tetischeri übernommen, danach von der ebenfalls verwitweten Königin Ahhotep. Es wird sogar spekuliert, ob Ahhotep für einige Zeit als Mitregentin eingesetzt war. Beide Witwen erhielten eine besondere Verehrung, indem sie auf Denkmälern hinter dem König dargestellt werden.
Zur Zeit seiner Thronbesteigung befand sich Ägypten in einer angespannten Situation. Während Unterägypten vom Nildelta bis zur Stadt Memphis von den Hyksos und ägyptischen Vasallen kontrolliert wurde, war Ägyptens südliche Grenze am ersten Nilkatarakt durch einfallende Nubier bedroht.

### Feldzüge

#### Vertreibung der Hyksos
Wohl erst im 18. Regierungsjahr nahm Ahmose I. den von Seqenenre und Kamose begonnenen Kampf gegen die Hyksos wieder auf. Von Theben aus begann Ahmose nach Norden vorzudringen und nahm im zweiten Peretmonat des elften Regierungsjahres von Chalmudi die Stadt Heliopolis ein. Kurze Zeit später am 25. Achet I eroberte er die Grenzfestung Sile. Auf dem Verso des mathematischen Papyrus Rhind ist eine Notiz erhalten, die von diesen Ereignissen berichtet:

„Jahr 11 (des Chamudi), 2. Monat des Schemu: Einnahme von Heliopolis, 1. Monat der Überschwemmungsjahreszeit (Achet),
Tag 23: Der-aus-dem-Süden (Ahmose I.) stößt nach Sile vor. Tag 25 (oder 26) Wie man hört, wurde Sile eingenommen. Jahr 11, 1. Monat der Überschwemmungsjahreszeit, Geburtstag des Seth: Die Majestät dieser Gottheit schrie auf (d. h. Donner). Geburtstagsfest der Isis: Der Himmel machte Regen.“

Die Inschrift einer aus Auaris stammenden Lanzenspitze enthält ein Datierungsmerkmal, das die Gleichsetzung des Jahres 11/12 vom Hyksos-Königs Chalmudi mit dem Jahr 18/19 des Ahmose erlaubt.
Es folgten langwierige Kämpfe und eine längere Belagerung der stark befestigten Hyksos-Hauptstadt Auaris im Ostdelta. Über die Kampfhandlungen gibt die Autobiographie des Offiziers Ahmose, Sohn der Ibana, Auskunft, die in seinem Felsengrab in el-Kab aufgezeichnet ist:

„Als man die Stadt Auaris belagerte, da war ich tapfer zu Fuß vor seiner Majestät. Da wurde ich auf (dem Schiff) Erscheinen-(des-Königs)-in Memphis eingesetzt. Man kämpfte auf dem Wasser im Djedku-See von Auaris. Da ergriff ich (einen Feind) und ich brachte eine Hand, so dass man es dem königlichen Herold meldete.…Nun eroberte man Auaris. Ich brachte Beute von dort: einen Mann, drei Frauen, zusammen vier Personen.…“

Die Einnahme von Auaris schien ohne größeren Widerstand zu geschehen, da archäologisch bisher keine Brandspuren nachgewiesen werden konnten. Chalmudi und die Hyksos zogen sich daraufhin in ihr Stammland nach Vorderasien zurück. Ahmose folgte ihnen und belagerte den Militärstützpunkt Scharuhen in Südpalästina, der erst nach drei Jahren eingenommen werden konnte.

#### Feldzug in Nubien
Nach dem Fall von Schahuren wandte sich Ahmose nach Nubien, wo der mit den Hyksos-Königen verbündete Prinz von Kusch herrschte. Während der Zweiten Zwischenzeit (1650–1550 v. Chr.) hatte dort das Königreich von Kerma seinen kulturellen und politischen Höhepunkt erreicht. Mit der Verlegung der Residenz von Kerma nach Buhen begann das Königreich von Kerma sein Territorium nach Norden zu erweitern und zu einer ernstzunehmenden Bedrohung für Ägypten zu werden.
Mit dem Einmarsch in Nubien versuchte Ahmose nun die Oberhoheit über das an Goldminen reiche und mit dem Ende des Mittleren Reiches verloren gegangene südliche Territorium zurückzugewinnen. Über das Geschehen berichtet ein weiterer Soldat aus Elkab namens Ahmose Pennechbet, der bereits an den Kämpfen in der Stadt Schahuren teilnahm und später zum Erzieher der Tochter von Königin Hatschepsut aufstieg:

„Nachdem seine Majestät die asiatischen Stämme geschlagen hatte, fuhr er nilaufwärts in das nördliche Nubien, um die nubischen Nomaden zu vernichten. Seine Majestät richtete ein großes Gemetzel unter ihnen an.“

Gleich die erste Kampagne war erfolgreich und es folgten zwei weitere „Aufräumaktionen“. Wie weit genau Ahmose in Nubien vordrang ist nicht sicher. Wahrscheinlich konnte er Gebiete bis zum zweiten Nilkatarakt zurückerobern. Belege für die Anwesenheit des Herrschers reichen südlich bis zur Insel Sai. Um das rohstoffreiche Land Kusch unter dauernder Kontrolle zu halten, wurden die alten Festungen aus dem Mittleren Reich erneut mit Soldaten besetzt. Insbesondere ließ Ahmose die Festung Buhen instand setzen und erweitern.
Im Jahr 22 kehrte Ahmose nach Syrien-Palästina zurück, nahm an einem Feldzug in der Nähe von Djahi teil und marschierte vielleicht nördlich bis zum Euphrat.

### Innenpolitik
Die Wiedervereinigung Ägyptens erforderte eine stabile Regierung. Das thebanische Königshaus herrschte bisher nur über den südlichen Abschnitt Ägyptens und musste nun die Regierungsverantwortung für das gesamte Land übernehmen. Darüber hinaus war es mit dem Sieg über die Hyksos und dem Prinzen von Kusch zur Erweiterung der ägyptischen Grenzen gekommen, die gewahrt und verteidigt werden mussten. Ahmose schaffte es, das bereits in der 12. Dynastie erfolgreiche bürokratische System neu in Ägypten und Kusch zu etablieren. Die Verteidigung der ausgedehnten Grenze war nur mit dem Aufbau einer neu geschaffenen Berufsarmee möglich.
Die Vereinigung des Landes unter Auflösung der bisherigen lokalen Fürstentümer ging nicht ganz ohne schwere Konflikte einher. Offizier Ahmose, Sohn der Ibana, berichtet von einem Aufstand des Rebellen Tetian. Wolfgang Helck zufolge handelte es sich bei ihm um ein Mitglied des alten „Teti-Clans“, der durch den Aufstieg der Familie des Senachtenre und seiner Nachkommen in den Hintergrund gedrängt wurde und nun putschte, um seine Stellung zu erhalten. Der Aufstand konnte jedoch erfolgreich niedergeschlagen werden.
Im Bereich der staatlichen Verwaltung wurde das Mittlere Reich zum Vorbild genommen. Die bisher erblichen Priester-, Militär- und Verwaltungsämter ließen sich entgegen der üblichen Tradition nun weiterverkaufen. Als eine der wichtigsten Neuerungen schuf Ahmose das Amt des „Aufsehers der südlichen Länder“, das später den Titel „Königssohn von Kusch“ erhielt. Der Inhaber dieses Amtes verwaltete das Land Nubien als Stellvertreter des Königs. Seine Aufgabe war es eventuelle Bevölkerungsunruhen frühzeitig zu bekämpfen. Als erste Vertreter gelten Ahmose-Satait und Turi, die ihren Dienstsitz in der Stadt Aniba einnahmen.
Eine weitere wichtige neu geschaffene Position war die der Gottesgemahlin des Amun. Der Titel wurde an die älteste Tochter des Königspaares vergeben, die zur fiktiven Gemahlin des Gottes Amuns aufstieg und deren Heirat somit eine zusätzliche Legitimation des Herrscherthrones sicherte. Das Amt wurde bis in die ägyptische Spätzeit beibehalten und zuerst von der Schwester und Gemahlin des Königs, Ahmose-Nefertari ausgeübt.
In der Verwaltung sind neben den bisher genannten Offizier Ahmose, Sohn der Ibana und dem Soldaten Ahmose Pennechbet noch der Vorsteher der Schiffe Neschi zu finden. Daneben sind die Hohepriester des Amun, Djehuti und Min-Monthu (TT232), der Bürgermeister von Theben und Garnisonskommandant Tetiky (TT15) sowie der Schatzmeister Neferperet hervorzuheben.

### Bautätigkeiten
Von den Tempeln und anderen Bauwerken aus seiner Regierungszeit ist nicht viel erhalten geblieben. Man geht davon aus, dass ein Großteil aus Lehmziegeln erbaut wurde und entweder verwittert ist oder für andere Bauten wiederverwendet wurde. In Karnak erweiterte Ahmose den Tempel von Amun-Re, bei dem er Boden, Decke und Stützsäulen mit Zedernholz verkleidete. Weiterhin restaurierte er religiöse Zentren wie beispielsweise den Ptah-Tempel in Memphis oder den Month-Tempel in Armant.
Bauwerke in Abydos-Süd
In Abydos errichtete er mit der Ahmose-Pyramide die letzte Großpyramide eines ägyptischen Herrschers. Es handelt sich dabei um eine Kenotaph-Pyramide mit einem Verehrungstempel, einem Osirisgrab und einer weiteren Kenotaph-Pyramide für seine Großmutter Tetischeri.
Unwetterstele des Ahmose
Ahmose I. ließ die Unwetterstele errichten, auf der von einer extremen Naturkatastrophe berichtet wird. Die Naturkatastrophe soll sich zwischen dem 11. und dem 22. Regierungsjahr des Ahmose I. ereignet haben. Nach Jürgen von Beckeraths Datierung müsste die Katastrophe zwischen 1539 v. Chr. bis 1528 v. Chr. stattgefunden haben.

## Regierungsdauer
Manetho (Josephus) nannte keine gesamte Regierungszeit von Ahmose I., sondern nur eine Restdauer von 25 Jahren und vier Monaten, die ab der erfolgten Vertreibung aus Ägypten der Hyksos berechnet wurde (1, 94). Der Beginn der restlichen Regierungszeit wird mit dem „393. Jahr nach der Flucht des Danaos vor seinem Bruder Aigyptos nach Argo“ gleichgesetzt (2, 16).
Das höchste bezeugte Datum von Ahmose I. ist Jahr 22 und findet sich in einer Inschrift bei den Tura-Steinbrüchen, weshalb viele Ägyptologen ihm Manethos Regierungszeit von 25 Jahren zurechnen.

## Datierung
Manfred Bietak präsentierte im Jahr 2006 den Bericht des Spezialforschungsbereichs SCIEM2000, der insbesondere für die 18. Dynastie eine zwischenzeitlich weitestgehend stabile Chronologie in Anlehnung an die Daten des heliakischen Aufgangs von Sirius bestätigt. Die älteren Ansetzungen, wie beispielsweise von Erik Hornung und Wolfgang Helck, wurden daher teilweise revidiert.

### Ebers-Kalender und heliakischer Aufgang des Sirius
Der im Ebers-Kalender genannte Zeitraum des heliakischen Aufganges von Sirius bestimmt 1550 v. Chr. als Jahr der Regierungsübernahme von Ahmose, dessen Ansetzung unter anderem auch der Zuordnung von Jürgen von Beckerath entspricht. Der Krönungstag (9. Epiphi) von Amenophis I. macht unter der Berücksichtigung der Einbalsamierungsdauer von 70 Tagen den Tod von Ahmose um den 29./30. Parmouthi (20./21. April) 1525 v. Chr. wahrscheinlich.
| Heliakischer Aufgang des Sirius am 30. Payni im 1. Regierungsjahr von Ahmose |                   |                          |                       |
| Beobachtungsort                                                              | Ägyptisches Datum | Gregorianischer Kalender | Mögliche Jahre        |
| Memphis                                                                      | 30. Payni         | 3. Juli                  | 1577 bis 1574 v. Chr. |
| Elephantine                                                                  | 30. Payni         | 27. Juni                 | 1553 bis 1550 v. Chr. |

## Nach seinem Tod
Nach Ahmoses Tod lebte seine Frau Ahmose-Nefertari noch mindestens 10 Jahre. Ihr Einfluss auf ihren Sohn Amenophis I. war so stark wie der ihrer Mutter und Großmutter auf deren Männer und Kinder. Sie errichtete zusammen mit ihrem Sohn bei el-Qurna einen Totentempel und wurde, wie schon zuvor Ahmose, auf dem Gräberberg von Dra Abu el-Naga bestattet. Neuerdings ordnet der Ägyptologe Aidan Dodson die Begräbnisstätte mit der Kennung KV32 im Tal der Könige dem Ahmose zu. Seine Uschebtifigur aus Kalkstein im British Museum ist zudem das erste bekannte Exemplar eines pharaonischen Uschebti überhaupt.

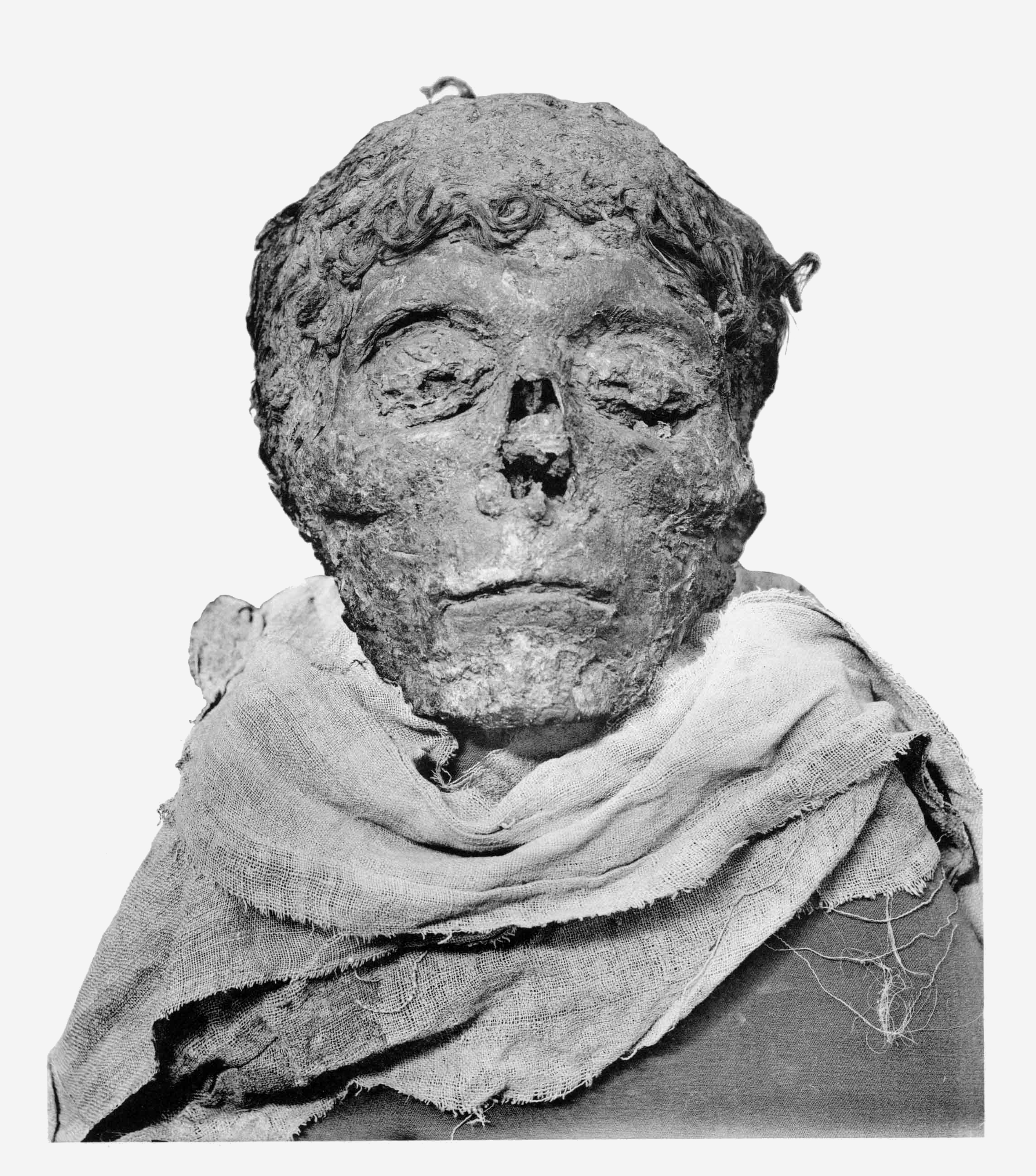
Kopf der Mumie von Ahmose I.
Ahmose I. (obere Reihe, zweiter von rechts) in der Ahnengalerie im Grab des Inhercha (TT359).

Die Gräber können heute nicht mehr lokalisiert werden, jedoch wurden die Mumien beider Verstorbenen in der Cachette von Deir el-Bahari (DB/TT320) gefunden, wohin Amunpriester sie in der 22. Dynastie unter Scheschonq I. zum Schutz vor Grabräubern versteckten. Untersuchungen der Mumie, die sich heute im Museum in Luxor befindet, ergaben den Befund, dass Ahmose I. bei seinem Tod etwa 35 Jahre alt und 1,635 Meter groß war. Außerdem litt er an Arthritis am Rücken und an den Knien.